# WordPress.com
A WordPress.com egy blog- és weboldalkészítő és -futtató szolgáltatás az Automattic tulajdonában, melyet egy nyílt forráskódú WordPress szoftver működtet. A honlapon ingyenes blog- és weboldal-szolgáltatások érhetőek el, amelyekhez különböző ingyenes és fizetős szolgáltatások társulnak, mint például VIP-szolgáltatások és reklámozási lehetőségek.

## Fordítás
Ez a szócikk részben vagy egészben  a   WordPress.com című angol Wikipédia-szócikk ezen változatának fordításán alapul.  Az eredeti cikk szerkesztőit annak laptörténete sorolja fel. Ez a jelzés csupán a megfogalmazás eredetét és a szerzői jogokat jelzi, nem szolgál a cikkben szereplő információk forrásmegjelöléseként.